# Toivo Salonen
Toivo Kostia Salonen (Pälkäne, 21 mei 1933 — Muhos, 28 oktober 2019) was een Fins langebaanschaatser.
Toivo Salonen nam vier keer deel aan de Olympische Winterspelen (in 1952, 1956, 1960 en 1964). Hij begon hier zijn internationale schaatscarrière bij de Winterspelen van 1952. In Oslo werd hij achtste op de 500 en 25e op de 1500 meter.
Bij de Winterspelen van 1956 in Squaw Valley zet Salonen zijn beste Olympische prestatie neer. Met een vijfde plaats op de 500 meter verdient hij zijn eerste Olympisch diploma. Twee dagen later schaatst hij naar een bronzen medaille op de 1500 meter. Met 2.09,4 is hij 0,8 seconden langzamer dan de Sovjets Joeri Michajlov en Jevgeni Grisjin die beide eerste worden in een nieuwe wereldrecordtijd. De bronzen medaille van Salonen is tot op heden (OS 2014) de laatste Finse Olympische schaatsmedaille bij de mannen.
De korte afstanden waren meer de specialiteit van Salonen dan de stayers afstanden 5000 en 10.000 meter. Hierdoor eindigde hij in zijn eerste jaren nooit hoog in het klassement tijdens internationale kampioenschappen, de Europese kampioenschappen en de Wereldkampioenschappen. Tot 1959 rijdt de Fin zes EK's en zes WK Allround kampioenschappen, waarbij hij negen afstandsmedailles won op de 500 meter.
In 1959, inmiddels beheerst hij ook de lange afstanden redelijk, veroverde hij de bronzen medaille op bij het EK Allround in Göteborg en de zilveren medaille op het WK Allround in Oslo. Na zijn succesjaar worden zijn uitslagen per jaar minder. Salonen wordt nog vijfde bij het EK Allround van 1960 in Oslo, maar een Olympische medaille zit er niet meer in. Bij de Winterspelen van 1960 in Cortina d'Ampezzo grijpt hij zelfs tweemaal net naast een diploma door zowel zevende op de 500 als de 1500 meter te worden. Salonen rekt zijn schaatscarrière nog tot de Winterspelen van 1964 in Innsbruck. Met een 23e plaats op de 500 meter en een 21e plaats op de 5000 meter neemt hij in het Olympiastadion afscheid van het internationale schaatsen.
Nationaal werd Salonen bij de Allround kampioenschappen zesmaal kampioen (1954, 1956, 1957, 1958, 1959 en 1961), reed hij driemaal naar het zilver (1953, 1955 en 1962) en tweemaal naar het brons (1963 en 1964).

## Resultaten
| Jaar | EK Allround | WK Allround | Olympische Spelen             |
| ---- | ----------- | ----------- | ----------------------------- |
| 1952 |             |             | 8e 500m 25e 1500m             |
| 1953 | NC17        | NC13        |                               |
| 1954 | NC15        | 11e         |                               |
| 1955 | NS2         | NC15        |                               |
| 1956 | 8e          | NC25        | 5e 500m · 1500m · 24e 10.000m |
| 1957 | NC17        | NC19        |                               |
| 1958 | 6e          | 10e         |                               |
| 1959 | Brons       | Zilver      |                               |
| 1960 | 5e          | NC24        | 7e 500m 7e 1500m              |
| 1961 | NC18        | 15e         |                               |
| 1962 | NC17        | NC20        |                               |
| 1963 |             |             |                               |
| 1964 | NC23        |             | 23e 500m 21e 5000m            |

NC# = niet gekwalificeerd voor de laatste afstand, maar wel als # geklasseerd in de eindrangschikking
NS# = niet gestart op # afstand

### Medaillespiegel
| Kampioenschap     | Goud · | Zilver · | Brons · |
| ----------------- | ------ | -------- | ------- |
| EK Allround       | 0      | 0        | 1       |
| WK Allround       | 0      | 1        | 0       |
| Olympische Spelen | 0      | 0        | 1       |